# История одного торгового предприятия
История одного торгового предприятия ― рассказ русского писателя А. П. Чехова, написанный в 1892 году.

## Публикация
Рассказ был написан Чеховым приблизительно между 5 и 31 марта 1892 года во время пребывания писателя в своём имении Мелихово. В этот же период он написал рассказы «Отрывок» и «Из записной книжки старого педагога», который также решил направить в журнал «Осколки», где к тому моменту не печатался уже более пяти лет.
Впервые рассказ «История одного торгового предприятия» был опубликован в журнале «Осколки» 2 мая 1892 года (в выпуске № 18) под псевдонимом «Грач». Известно, что данным псевдонимом «Грач» Чехов ранее в «Осколках» не подписывался и по поводу своего выбора писал редактору журналу Н. А. Лейкину следующее: «Чехонте уже упразднён мною, — мотивировал он в письме Н. А. Лейкину эту подпись, — а Чехова позвольте оставить для рассказов иного тона» (письмо от 7 апреля 1892 г.).
4 мая 1892 года русский литературный критик А. С. Лазарев-Грузинский писал Чехову: «С величайшим удовольствием и даже трепетом увидел Ваши вещи в „Осколках“. Сколько лет Вы не писали туда…»

## Сюжет
Андрей Андреевич Сидоров, главный герой рассказа и образованный человек, стремится распространять свет просвещения в своём маленьком городе, который погряз в косности и мещанстве. Для этого он организуют книжную лавку. Поначалу клиентов у него нет совсем, поскольку он специализируется исключительно на книгах. Однажды к нему заходит один господин и просит продать ему грифели, которых у Сидорова нет. Лавочник думает, что было бы неплохо закупить и их, поскольку они также относятся к делу просвещения и способствуют ему.
Проходит некоторое время. Сидоров выписывает «гимнастические гири, крокет, триктрак, детский бильярд, садовые инструменты для детей и десятка два очень умных, рациональных игр». Торговля наконец-то идёт хорошо. Лавочник протирает полки и случайно сбивает несколько томов книг Михайловского, которые разбивают ламповые шары. После этого книги Сидоров прячет под прилавок.
В конце концов Сидоров становится одним из крупнейших торговцев в городе. Старые приятели, которые иногда заводят с ним речь о прогрессе и высоких материях, однажды спрашивают у него, читал ли он последний выпуск «Вестника Европы», на что купец отвечает: «это нас не касается. Мы более положительным делом занимаемся».